# Oniscigaster wakefieldi
Oniscigaster wakefieldi är en dagsländeart som beskrevs av Mclachlan 1873. Oniscigaster wakefieldi ingår i släktet Oniscigaster och familjen Oniscigastridae. Inga underarter finns listade i Catalogue of Life.